# Данилевич, Сергей Вацлавович
Сергей Вацлавович Данилевич (род. 26 декабря 1961 года, СССР) — советский и российский телеведущий и актёр театра и кино.

## Биография
Родился 26 декабря 1961 года.
Окончил ГИТИС.
Заслуженный артист РФ
Актёр театра Российской Армии.
В 1993-1995 годах работал диктором на РТР, а также вёл передачу «Телеэрудит».
В настоящее время — ведущий на радиостанциях «Радио Маяк», «Милицейская волна», «Komanda.com», «Говорит Москва», «Дети-ФМ». Ведет передачи — «Теория заговора», «Истина в кино», «Большое Спортивное Утро». Ранее вел передачи — «Закон есть закон» и «Старое доброе кино». Был голосом ТНТ в 1999 году.
С осени 2013 года ведет шоу «Теория заговора» совместно с Николаем Яременко на интернет-радио Komanda.com.

## Творчество

### Фильмография
- 1988 — Брызги шампанского — Сергей
- 1990 — Закат — налётчик
- 1991 — Дело (по пьесе Сухово-Кобылина) — курьер Парамонов
- 1991 — Небеса обетованные — архитектор
- 1991 — Полтергейст-90
- 1991 — Яд скорпиона
- 1992 — Ричард Львиное Сердце — Леопольд, эрцгерцог австрийский
- 1993 — Рыцарь Кеннет — Леопольд, эрцгерцог австрийский
- 1994 — Полицейская академия 7: Миссия в Москве — лектор
- 1998 — Мама, не горюй — режиссёр телевидения
- 1998 — Сочинение ко Дню победы — прокурор
- 2000 — Особенности банной политики, или Баня-2 — конюх Петруха
- 2004 — Чудеса в Решетове — Феофан

### Театральные работы
- «Сердце не камень» — Константин
- «Дон Жуан» — Лепорелло
- «Загнанная лошадь» — Бертрам
- «Скупой» Мольера — Лафлеш
- «Севастопольский марш» — Наполеон
- «Одноклассники» — Фёдор Строчков